# Regent's Park

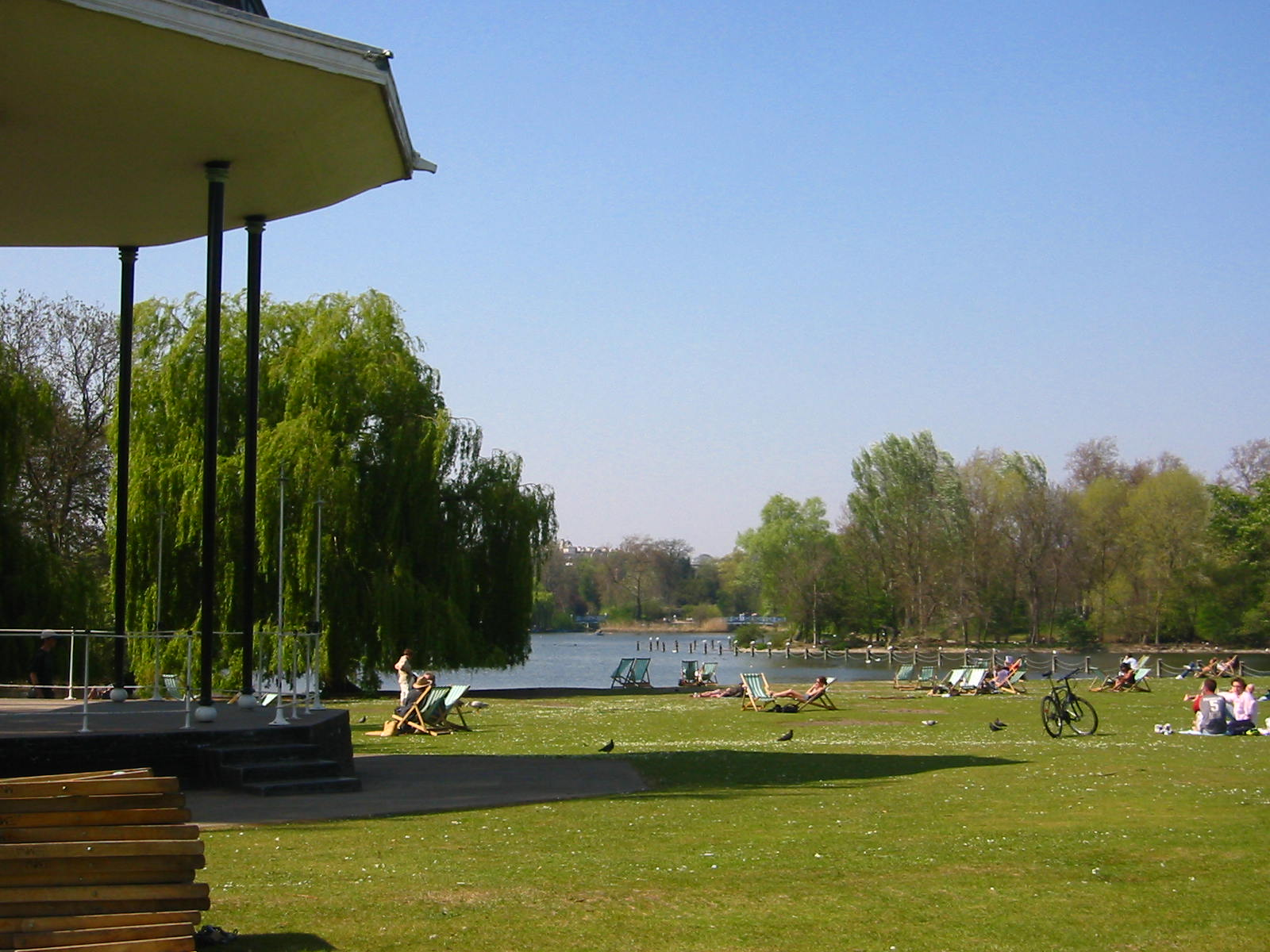
Regent's Park bandstand.

Regent's Park (det officiella namnet är The Regent's Park) är en park i London. Majoriteten av parken tillhör den City of Westminster, medan den östra delen tillhör den London Borough of Camden. Gångvägen "the Broad Walk" märker kommunsgränsen.
Parken är uppbyggd av en yttre ringväg som är 4,3 km lång och som kallas ”Outer Circle” och en inre ringväg som kallas för ”the Inner Circle”. Det är i den inre cirkeln som den mest omskötta delen av parken finns. Den kallas för Drottning Marys trädgårdar. I den norra delen av parken finns ”Regent's Canal”.
Den 1,66 km² stora parken består till huvuddelen av ett öppet parklandskap. Det finns även en sjö, vattenfall, friluftsteater, trädgårdar, sportplatser och lekplatser. I den nord-östra delen av parken finns London Zoo. 
Vid parken ligger tunnelbanestation Regent's Park från 1906, den trafikeras av linjen Bakerloo line.

## Historia
Området där parken är beläget var förr känt som Marylebone Park. Fastän det var kronan som ägde Marylebone Park så hade de hyrt ut marken till hertigen av Portland. När sedan hyreskontraktet gick ut, 1811, beslöt prinsregenten (senare kung Georg IV) att bygga ett slott åt sig och en mängd ståtliga villor till sina vänner. De hann bygga åtta villor innan planerna på att bygga slottet och resten av villorna övergavs år 1818.

## Parkens villor

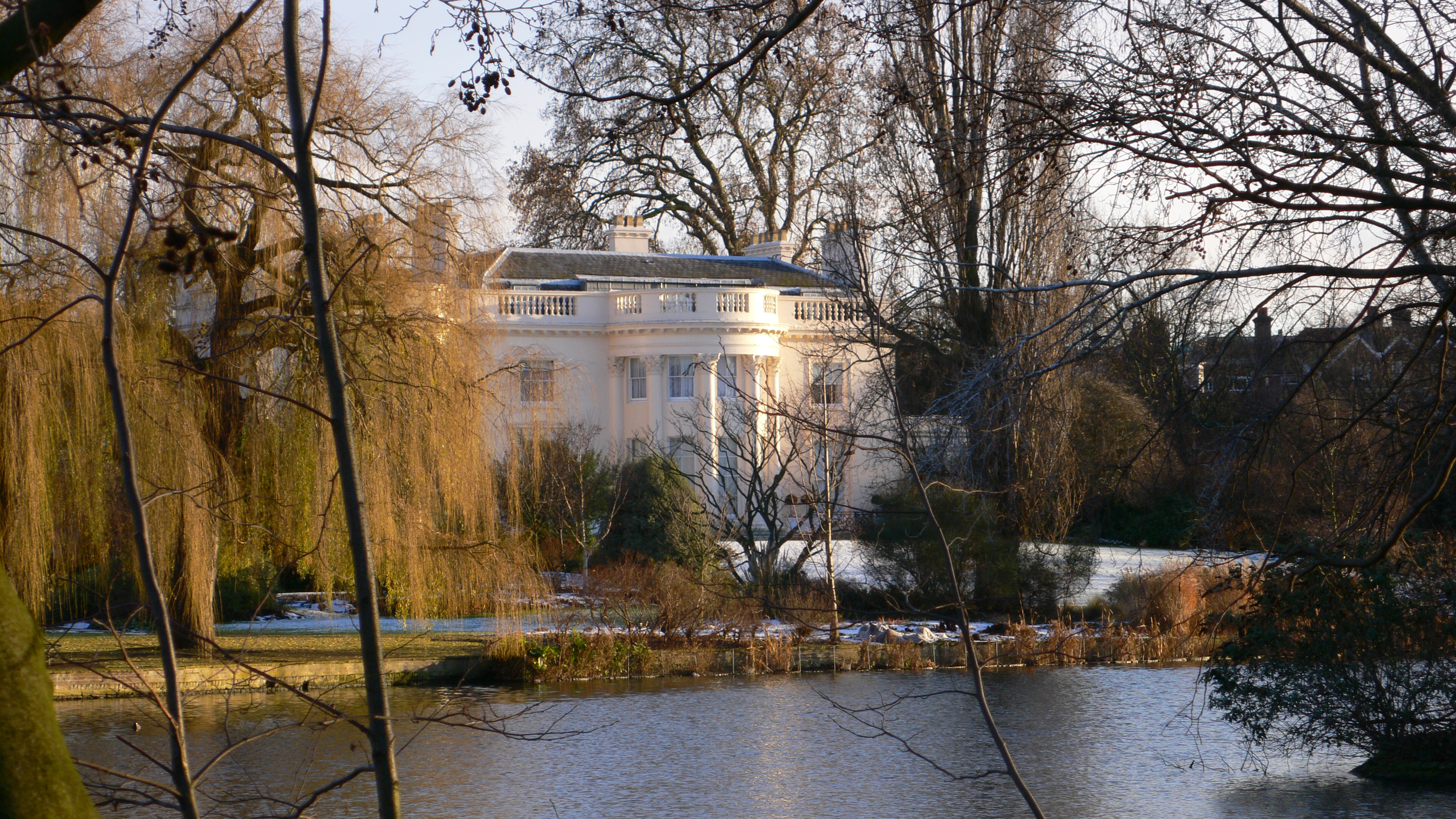
The Holme Regents Park December 2005.

Nära den västra delen av parken finns och fanns:
- Markisen av Hertfords Villa som numera är den amerikanska ambassadörens residens.
- Grove House som är en privat villa.
- Hanover Lodge, en privat villa som är under restaurering.
- Albany Cottage är riven och på platsen där villan stod ligger nu Londons centrala moské.

Runt den innersta cirkeln:
- St. John's Lodge som är en privat villa.
- The Holme som är en privat villa.
- South Villa var platsen för George Bishops observatorium. Idag ligger här Regent's College.

Nära den östra delen av parken fanns:
- Sir H. Taylor's Villa som är riven och marken är en del av parklandskapet.

Mellan år 1988 och 2004 byggdes sex nya villor i parken, de är känd som Corinthian, Gothick, Ionic, Regency, Tuscan och Veneto-villorna.